# Dapi (Yunlin)
Dapi, auch Tapi (chinesisch 大埤鄉, Pinyin Dàpí xiāng, taiwanisch: Toā-pi-hiong) ist eine Landgemeinde des Landkreises Yunlin in der Republik China (Taiwan).

## Lage und Beschreibung

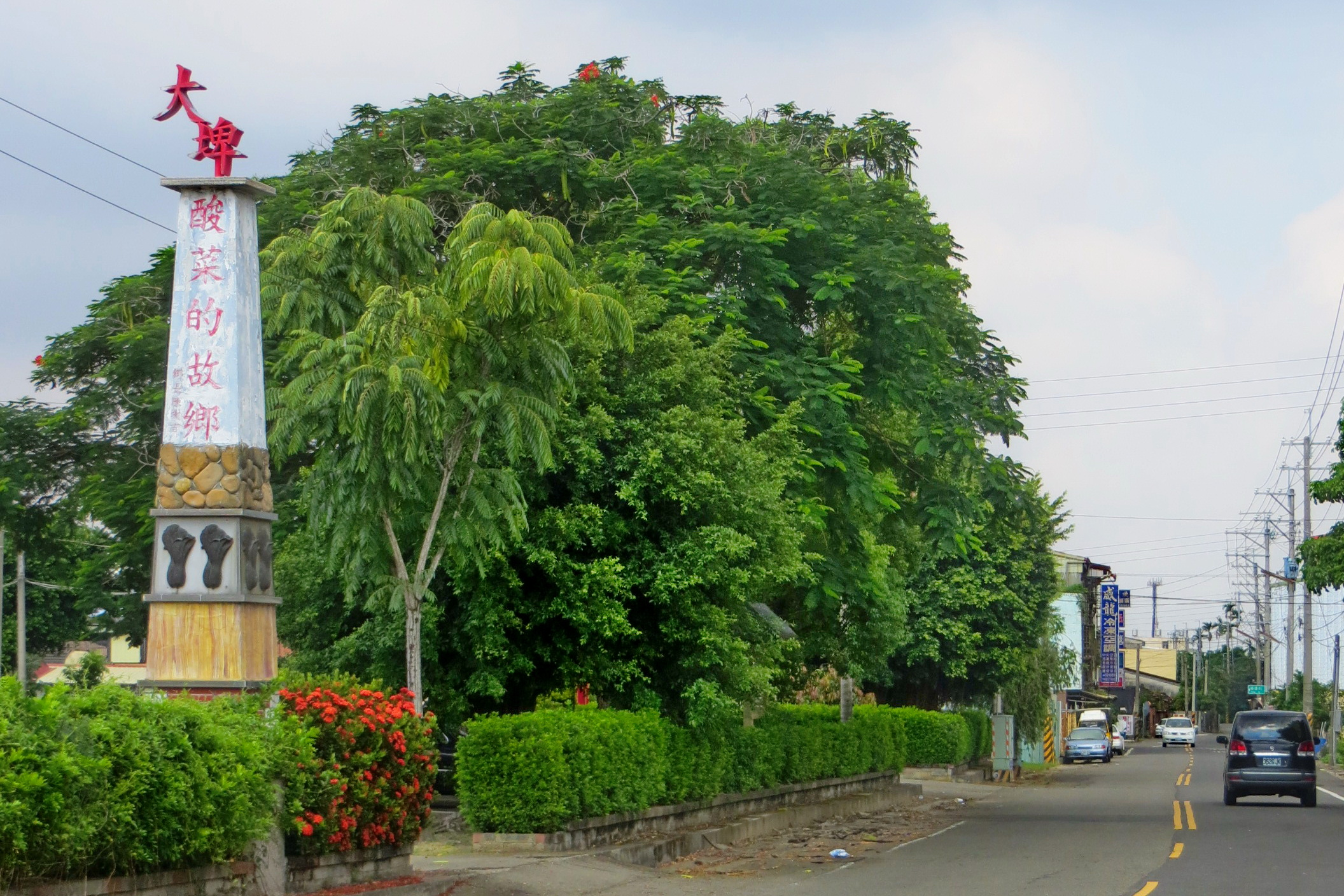
Einfahrt nach Dapi

Dapi liegt im Süden des Landkreises Yunlin. Seine Nachbargemeinden sind Yuanzhang im Westen sowie Huwei und Dounan im Norden und Osten. Im Süden grenzt Dapi an die Gemeinden Xikou und Dalin des Landkreises Chiayi.
Dapi liegt im Norden der Jianan-Ebene. Geologisch gehört das Gebiet zur Schwemmebene des weiter nördlich verlaufenden Flusses Zhuoshui. Das Gemeindegebiet berührt die Flüsse Dahukou (大湖口溪) im Norden und Huwei (虎尾溪) im Westen.
Die in 15 Dörfer (村 cūn) unterteilte Gemeinde erfährt seit längerem einen kontinuierlichen Bevölkerungsrückgang. Während hier 1981 noch um die 27.000 Menschen lebten, waren es 2024 rund 18.000.

## Geschichte

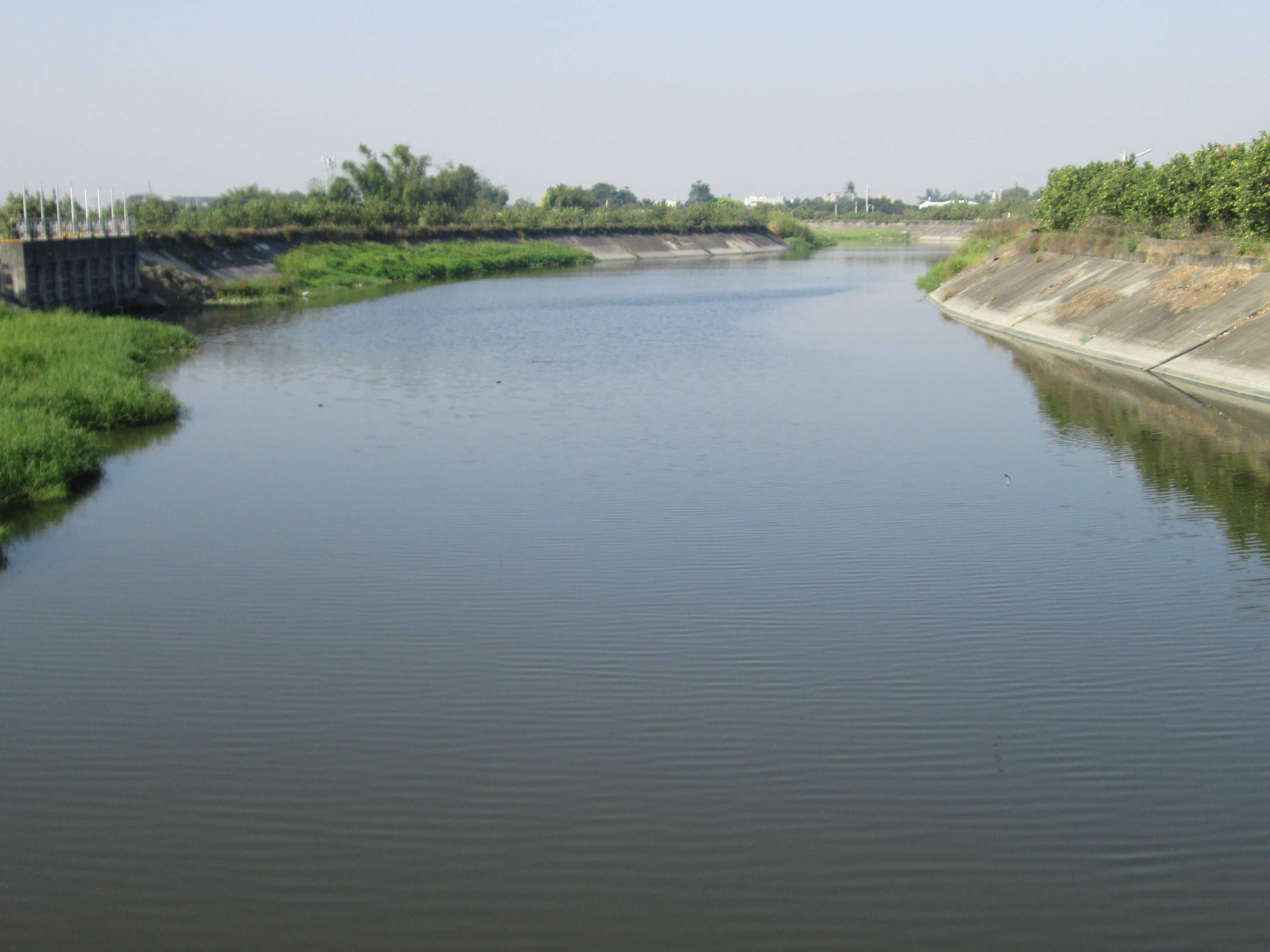
Der Fluss Dahukou

Das Gebiet des heutigen Dapi war ursprünglich von taiwanischen Ureinwohnern vom Volk der Hoanya bzw. Lloa bewohnt, die die Gegend Talivu nannten. Zur Zeit der niederländischen Herrschaft in Südtaiwan wurde hier ein Staubecken zur Bewässerung angelegt. Die minnansprachigen chinesischen Einwanderer, die das Land seit der zweiten Hälfte des 17. Jahrhunderts besiedelten, nannten die Gegend nach dem Bauwerk Âng-mn̂g-pi („Staubecken der Rothaarigen“) und später Toā-pi („Großes Staubecken“), chinesisch Dapi (大埤).
Die Ureinwohner wurden nach und nach durch die Chinesen verdrängt oder sinisiert. Die Siedler machten das Land urbar, legten Bewässerungskanäle an und betrieben Landwirtschaft.
Zur Zeit der japanischen Herrschaft über Taiwan wurden die Dörfer der Region erstmals zur Gemeinde Dapi zusammengefasst. Nach der Übernahme Taiwans durch die Republik China wurde der Ort in den neu gegründeten Landkreis Yunlin eingegliedert.

## Verkehr und Wirtschaft
Die Autobahn Nationalstraße 1 durchläuft Dapi von Nord nach Süd. Die ebenfalls in dieser Richtung verlaufende Provinzstraße 1 bildet die östliche Gemeindegrenze. Beide Verkehrsadern kreuzen am Nordostrand Dapis die Provinz-Schnellstraße 78 (West nach Ost). Ein weiterer wichtiger Verkehrsweg ist die Kreisstraße 157, die die Gemeinde diagonal von Südwest nach Nordost durchquert. Der Öffentliche Nahverkehr wird mit Buslinien bestritten.
Dapi ist Taiwans Hauptproduktionsgebiet für Braunen Senf, der überregional als Zutat für eingelegtes Gemüse geschätzt wird. Weitere wichtige Erzeugnisse sind Reis, Erdnüsse, Orchideen und Gladiolen.

## Kultur und Sehenswürdigkeiten

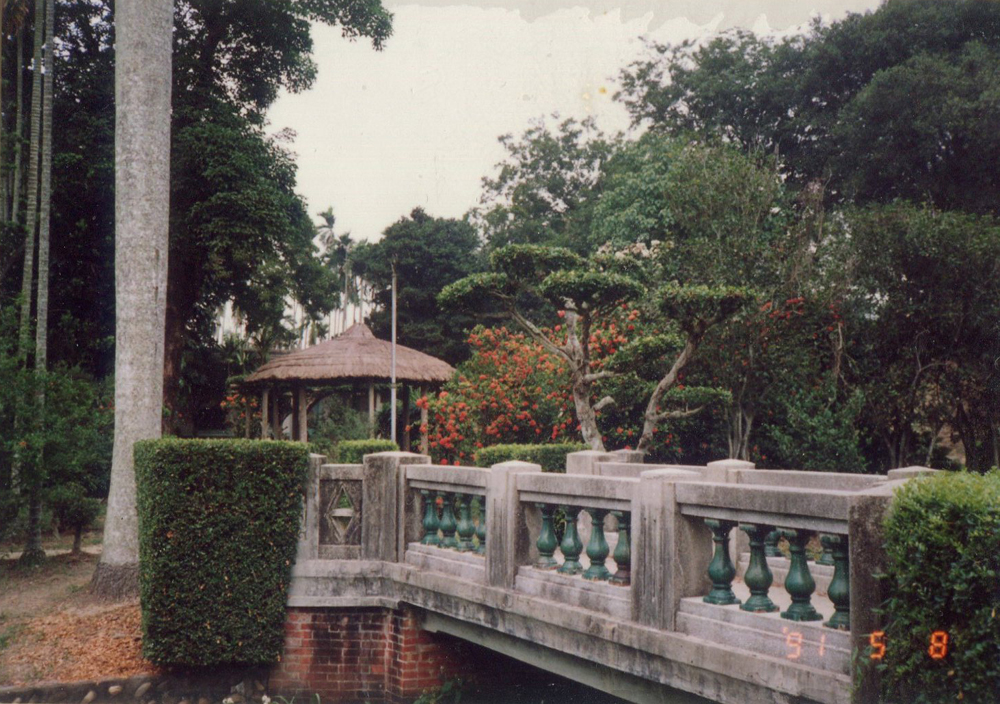
Im Sam-Siu-Garten

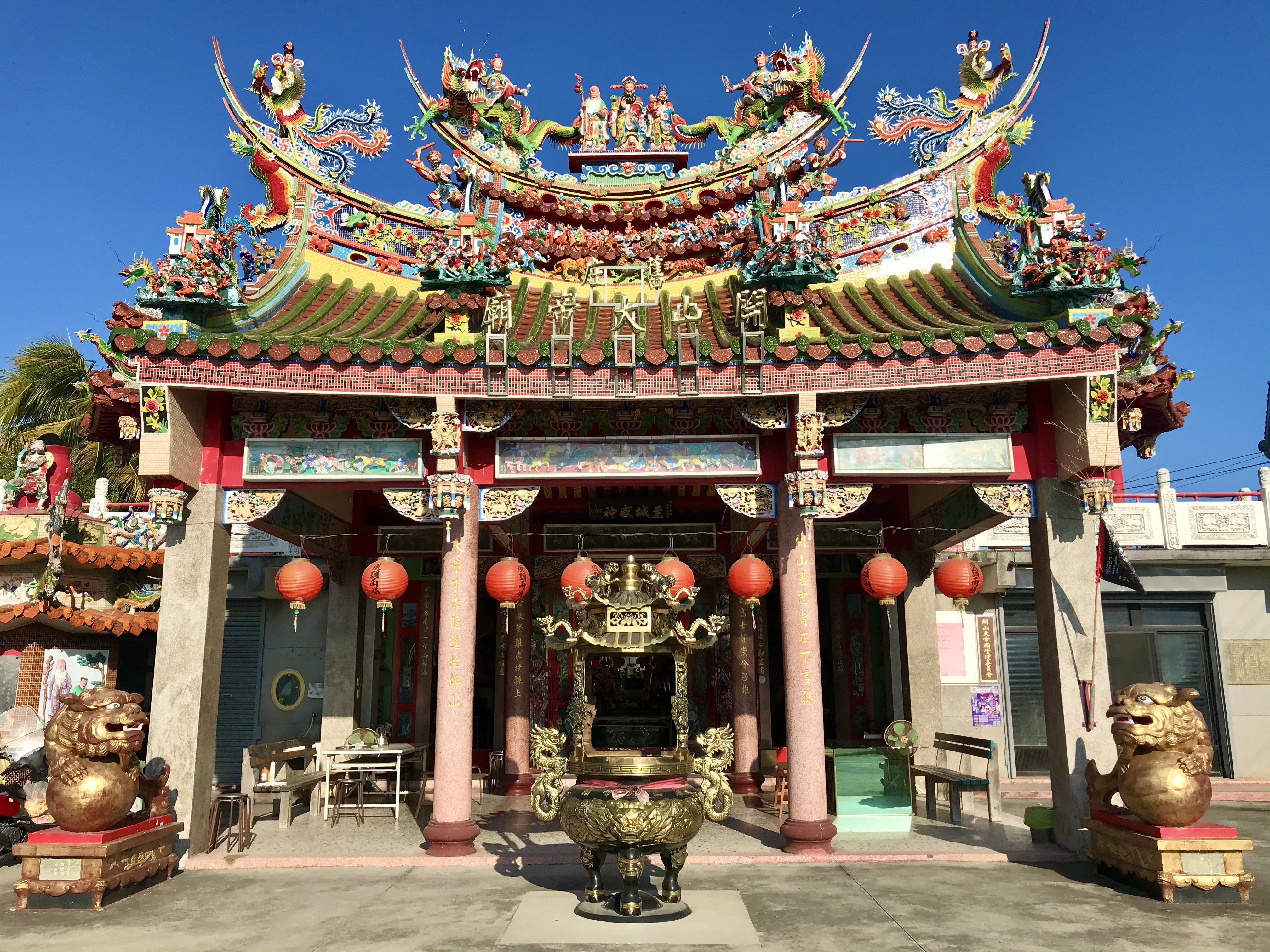
Der Kaishan Dadi Miao

Im späten 19. Jahrhundert errichtete die angesehene lokale Familie Zhang im Dorf Yiran den Sam-Siu-Garten (三秀園 Sanxiuyuan), einen Park, der heute nach etwa anderthalb Jahrhunderten Pflege viele sehenswerte Bäume beherbergt und tagsüber der Öffentlichkeit zugänglich ist.
Ebenfalls in Yiran steht der 1852 gegründete daoistische Tempel Jiuzhuang Kaishan Dadi Miao (舊庄開山大帝廟) mit der Hauptgottheit Kaishan Dadi (Jie Zitui). Etwas westlich von diesem Heiligtum liegt der dem Gott Baosheng Dadi gewidmete Mingji Gong, der etwa alle drei Jahre im dritten Mondmonat, je nach Orakel der Gottheit, einen festlichen Umzug durch acht benachbarte Dörfer veranstaltet. In den Jahren ohne Umzug wird stattdessen ein Fest mit traditionellen Theateraufführungen begangen.
Im Dorf Fenggang gibt es eine katholische Kirche, die 1887 von spanischen Missionaren begründete Rosenkranzkirche (聖玫瑰天主堂 Sheng Meigui Tianzhutang).
In Anlehnung an den hier erzeugten berühmten Braunen Senf wurde in Dapi ein Museum für eingelegtes Gemüse (大埤酸菜館 Dapi Suancai Guan) errichtet.